# John Cynn
John Joon Cynn (* 24. Dezember 1984) ist ein professioneller US-amerikanischer Pokerspieler. Er gewann 2018 die Poker-Weltmeisterschaft.

## Persönliches
Cynn besuchte die Indiana University in Bloomington. Er lebt in Indianapolis.

## Pokerkarriere

### Werdegang
Cynn erzielte seine erste Geldplatzierung bei einem Live-Turnier Mitte Juli 2010 in Elizabeth im US-Bundesstaat Indiana. Im Juli 2012 war er erstmals bei der World Series of Poker (WSOP) im Rio All-Suite Hotel and Casino am Las Vegas Strip erfolgreich und kam bei einem Turnier der Variante No Limit Hold’em in die Geldränge. Bei der WSOP 2016 erreichte er beim Main Event den siebten Turniertag und schied dort nach einer Hand gegen Gordon Vayo auf dem mit 650.000 US-Dollar dotierten elften Platz aus. Ende Februar 2017 wurde er beim Main Event der World Poker Tour in Los Angeles Zehnter und sicherte sich mehr als 80.000 US-Dollar. Bei der WSOP 2018 hatte Cynn erneut einen guten Lauf beim Main Event und schaffte mit dem viertgrößten Chipstack den Sprung an den Finaltisch, der ab 12. Juli 2018 gespielt wurde. In der Nacht zum 15. Juli 2018 sicherte er sich nach zehnstündigem Heads-Up gegen Tony Miles den Weltmeistertitel sowie ein Bracelet und eine Siegprämie von 8,8 Millionen US-Dollar. Diese Leistung wurde Anfang April 2019 bei den Global Poker Awards als „Tournament Performance of the Year 2018“ ausgezeichnet. Anfang März 2020 erreichte der Amerikaner bei einem mit Short Deck gespielten Turnier der partypoker Live Millions Super High Roller Series in Sotschi den Finaltisch und belegte den mit rund 250.000 US-Dollar dotierten zweiten Platz.
Insgesamt hat sich Cynn mit Poker bei Live-Turnieren mehr als 10 Millionen US-Dollar erspielt.

### Preisgeldübersicht
| Jahr   | Preisgeld (in $) | Turniersiege |
| ------ | ---------------- | ------------ |
| 2010   | 1.096            | 0            |
| 2011   | 4.583            | 0            |
| 2012   | 18.759           | 0            |
| 2013   | 14.947           | 0            |
| 2014   | 26.273           | 0            |
| 2015   | 23.880           | 0            |
| 2016   | 730.611          | 0            |
| 2017   | 122.169          | 0            |
| 2018   | 8.807.068        | 1            |
| 2019   | 187.235          | 0            |
| 2020   | 252.000          | 0            |
| 2021   | 0                | 0            |
| 2022   | 25.500           | 0            |
| 2023   | 0                | 0            |
| gesamt | 10.214.121       | 1            |